# قارقا (هشترود)
قارقا هي قرية في مقاطعة هشترود، إيران. عدد سكان هذه القرية هو 285 في سنة 2006.